# Cirsia
Cirsia is een geslacht van wandelende takken uit de familie Bacillidae. De wetenschappelijke naam van dit geslacht is voor het eerst voorgesteld door Josef Redtenbacher in een publicatie uit 1906. De soorten van dit geslacht komen alleen op Madagaskar voor.

## Soorten
Het geslacht Cirsia omvat de volgende soorten:
- Cirsia finoti Redtenbacher, 1906
- Cirsia madegassa Redtenbacher, 1906
- Cirsia multilobata Chopard, 1952